# Nilasera wimberleyi
Nilasera wimberleyi är en fjärilsart som beskrevs av De Nicéville 1887. Nilasera wimberleyi ingår i släktet Nilasera och familjen juvelvingar. Inga underarter finns listade i Catalogue of Life.